# 字詞聯想
字词联想（Word Association）是一种常见的词语游戏，涉及交换关联在一起的词语。该游戏以名词短语 "词语联想 "为基础，意思是“词语对联想模式的刺激”或“根据给定词语自发进行的游戏、创造性技巧或精神评估中的联想和产生其他词语”。

## 描述
一旦选择了一个通常是随机或任意选择的原始单词，玩家将找到一个与之相关的单词，告知所有玩家，通常是大声朗读或写下来，列在迄今为止使用过的单词列表中。然后，下一位玩家必须用之前的单词做同样的事情。这样轮流进行，时间长短不限，但通常会设定字数限制，例如，在 400个字之后游戏就会结束。
通常，玩家在写下下一个单词时，只需使用听到前一个单词后想到的第一个单词。但有时，他们可能会花更多心思，在单词之间找到更有創造力的联系。交换通常很快，有时也难以预测（不过通常不难找到逻辑模式）。有时，游戏的很多乐趣就来自于人们在词语之间产生的看似奇怪或有趣的联想。
游戏可以主动进行，也可以被动进行，有时需要数周时间才能完成，玩家数量可以任意，甚至一人。

### 演变
有些游戏还增加了额外的限制，例如：
- 词与词之间的联系必须是显而易见的，而不是通常的“第一个想到的词”，这往往需要解释才能看出它与前一个词之间的联系。
- 如果是面对面游戏，可以设定两到三秒的时间限制，使游戏节奏非常快，通常还可以结合之前的“明确”联系规则，并额外强调之前使用过的单词不能重复。
- 有时也会玩“单词离析”（有时也叫离析）游戏。这个游戏中，尽可能说出一个与前一个词无关的词。然而，在这种游戏中，人们往往会发现創造力降低了，单词又开始有了明显的联想。这种游戏有时也被称为“词对词”。
- 有时，重复的单词禁止使用，或者在单独的列表中注明，以引起人们的兴趣。
- 一种名称随意的变体游戏（有时称为“超级单词联想”）涉及在网格中联想单词，其中第一个单词放在左上方，每个单词必须与另一个单词相邻，并且必须与相邻的所有单词联想在一起。

## 心理学
通常，游戏的目的是比较第一个单词和最后一个单词，看看它们之间是否有联系，或者看看它们之间有多大的不同，或者也看看有多少单词是重复的。同样，游戏者往往会回顾单词表，看看从头到尾的联想路径。
字词联想被市場研究人员用来确保公司产品推广中使用的名称或形容词能够传达正确的信息。例如，詹姆斯·维卡利（James Vicary）在1950年代为一家酿酒公司测试了“lagered”一词。大约三分之一的受试者将这个词与啤酒联系起来，而另外三分之一的受试者则将其与疲倦、头晕等联系起来。研究结果是，维卡里的客户决定不再使用这个词。
在心理学发展的早期，许多医生都注意到，病人会表现出一些他们无法控制的行为。人格中的某些部分似乎对患者的行为产生了影响，而这种影响并不受他们意识的控制。从功能上讲，这部分是无意识的，因此被命名为“无意识”。卡尔·荣格的理论认为，人们通过联想的方式将想法、感受、经验和信息联系在一起，想法和经验在无意识中以这样一种方式联系在一起，或者说组合在一起，从而对个人的行为产生影响。 这些组合被他命名为情结。

## 也可以看看
- 内隐联想测验